# Melichovo

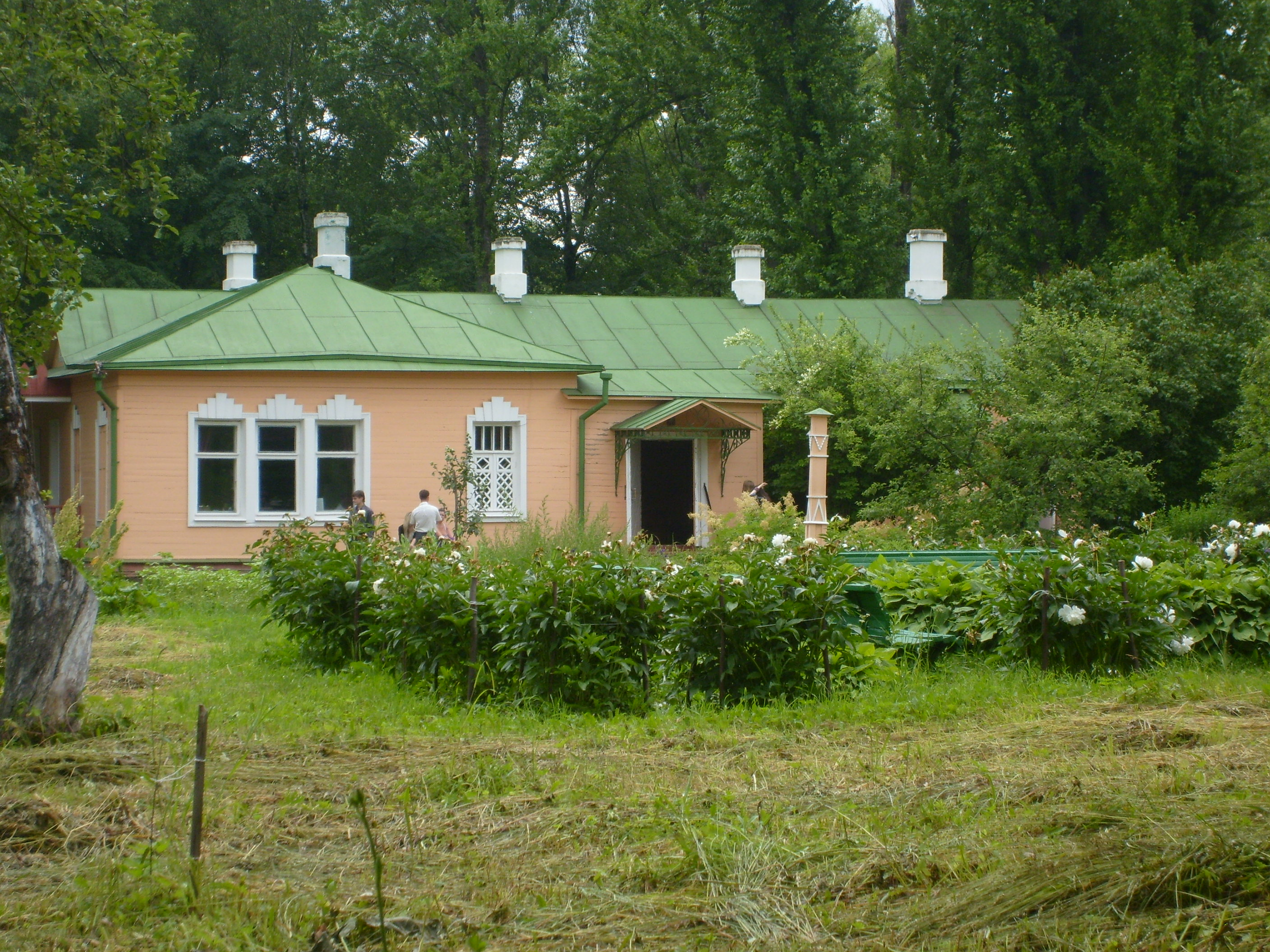
Casa di campagna di Anton Čechov a Melichovo

Melichovo (in russo Ме́лихово?) è una casa museo del drammaturgo e scrittore russo Anton Čechov, in un'antica tenuta di campagna. Čechov visse nella tenuta dal marzo 1892 fino all'agosto 1899, ed è lì che scrisse alcune delle sue opere più famose, tra cui Il gabbiano e Zio Vanja. La tenuta si trova circa quaranta miglia a sud di Mosca. 

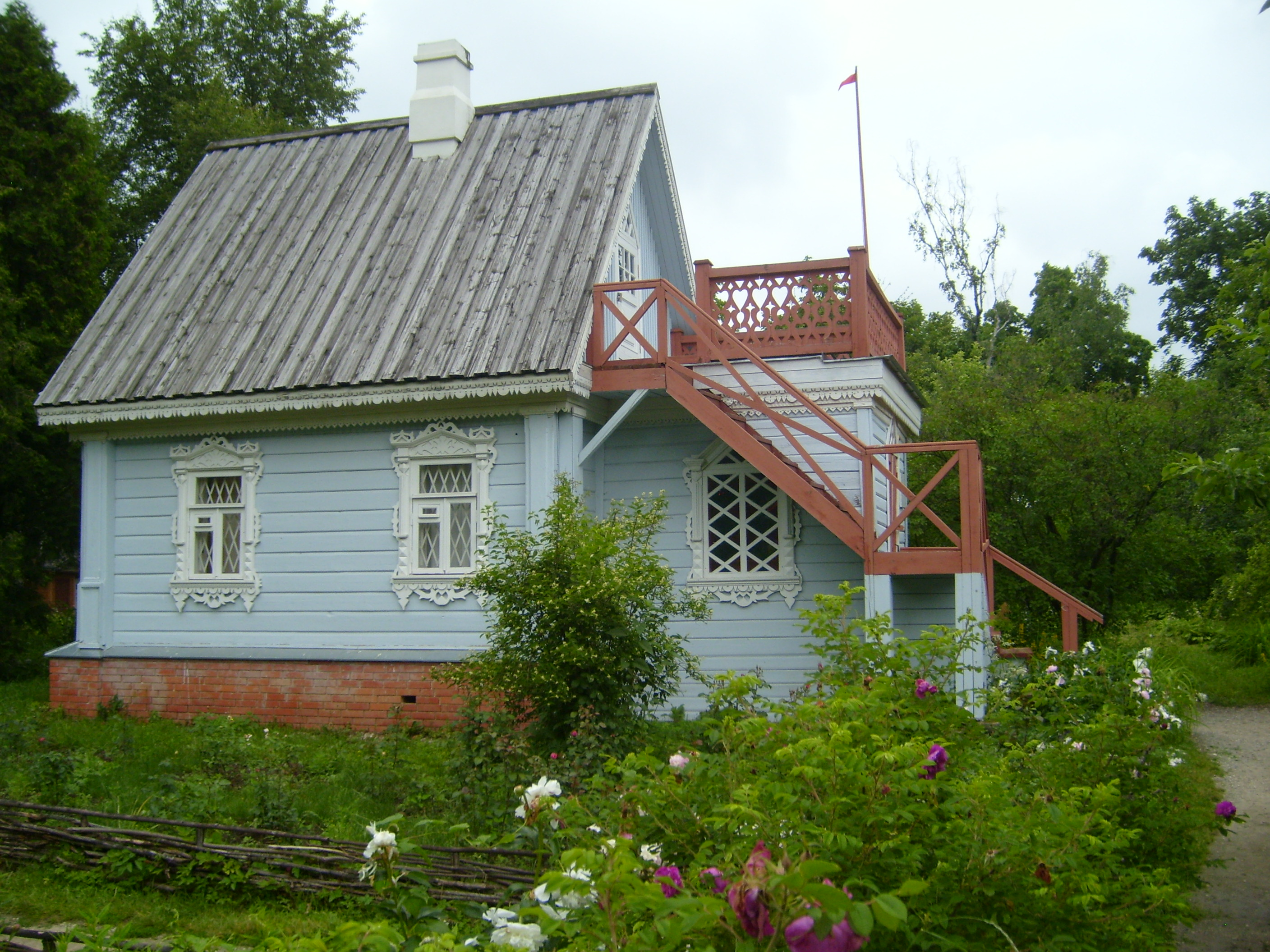
Il cottage dove Čechov scrisse Il gabbiano

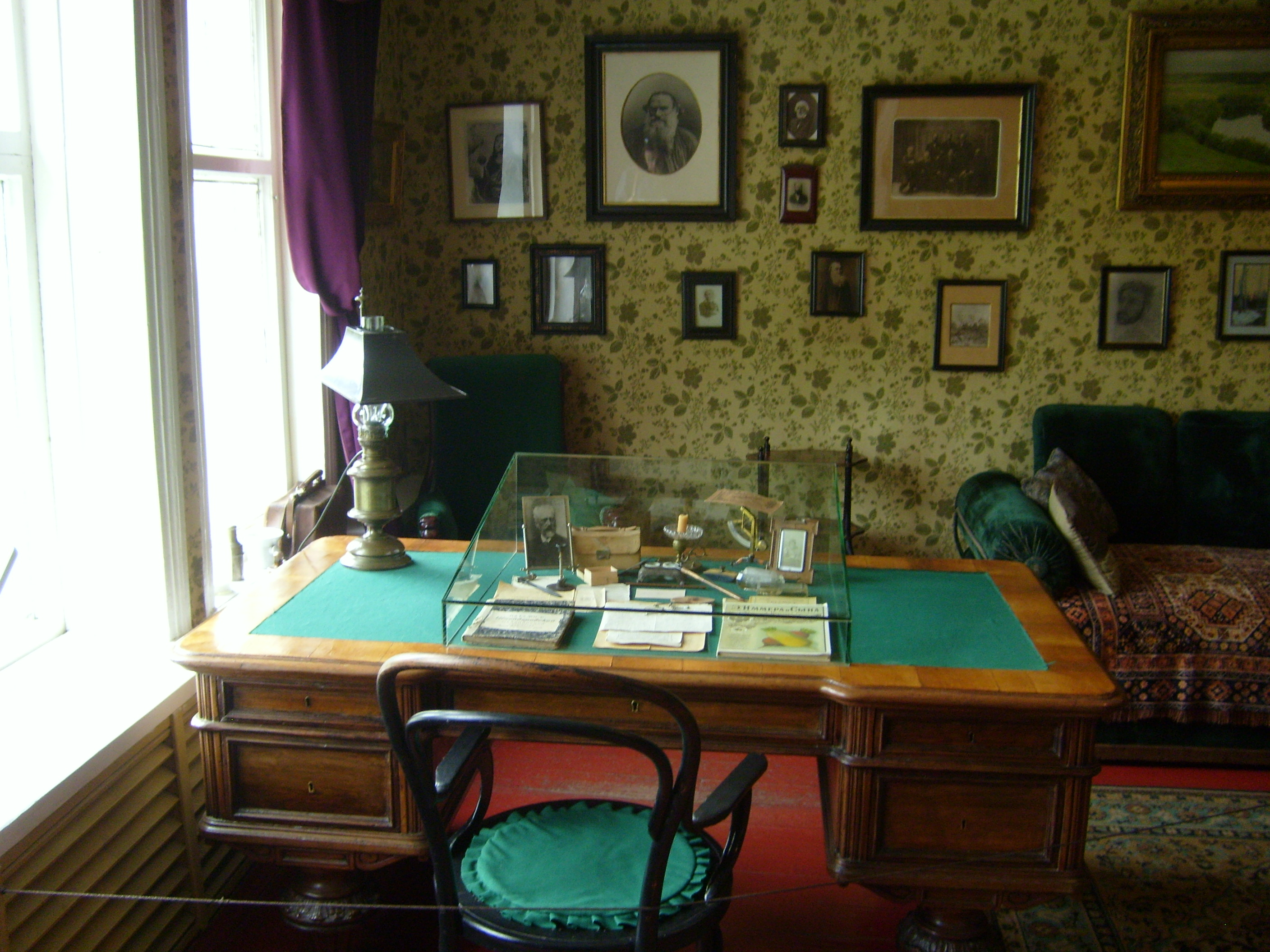
Lo studio di Čechov nella casa principale di Melichovo

Dopo il suo ritorno dall'isola di Sachalin nel 1891, Čechov scrisse in una lettera: "Se sono un dottore, allora ho bisogno di malati e di un ospedale; se sono uno scrittore, allora devo vivere tra le persone e non a Malaja Dmitrovka [una strada a Mosca]. Ho bisogno di un pezzo di vita sociale e politica." Oltre al suo desiderio di diventare un medico più attivo, Čechov voleva trasferirsi nel paese per migliorare la sua salute, peggiorata dopo il suo viaggio a Sachalin.
La casa di legno era stata costruita nel 1840 in stile neoclassico russo e Sorochtin l'aveva ristrutturata in uno stile più pittoresco. Sorochtin fu a corto di fondi e all'inizio del 1892 pubblicò un annuncio sul giornale Moskovskij Vedomosti. Čechov vide l'annuncio, lo incontrò il 2 febbraio 1892 e acquistò la casa. La famiglia Čechov si trasferì lì il 1º marzo 1892 e Čechov stesso arrivò il 4 marzo.
Čechov viveva nella casa principale a un piano con sua madre, sua sorella Marija Čechova e suo padre Pavel Egorovič Čechov. Aveva il suo studio e biblioteca con una scrivania vicino a una finestra che dava sul giardino, con i ritratti degli scrittori e degli artisti che ammirava di più: Lev Tolstoj, Ivan Turgenev, Pëtr Čajkovskij, Dmitrij Grigorovič e Viktor Gol'cev. Nei suoi primi anni a Melichovo, il suo studio è stato anche il suo studio medico, dove visitava i pazienti. I malati della regione iniziarono a radunarsi fuori casa dalle cinque alle sei del mattino. Fu particolarmente impegnato durante l'epidemia di colera che colpì la Russia nel 1892 e nel 1893; era responsabile dell'assistenza medica per 26 villaggi, sette fabbriche e un monastero nella regione.
Čechov aveva anche un forte interesse per l'istruzione. Visitando le scuole del villaggio locale constatò come deplorevoli fossero le condizioni degli insegnanti, sottopagati e poco ispirati. Un insegnante che incontrò, nel villaggio di Talež, un giovane con una moglie e quattro figli con un reddito di 23 rubli al mese, fu probabilmente l'ispirazione per il personaggio di Medvedenko ne Il gabbiano. Nel 1896 costruì una nuova scuola per i bambini di Talež, un'altra a Novoselka l'anno successivo e nel 1899 costruì un'altra scuola a Meliсhovo. Ha anche donato mobili e libri di testo per le scuole.
Nel 1892 Čechov fece il suo primo miglioramento nella tenuta, costruendo una nuova cucina e una stanza per le domestiche. I pasti venivano preparati per Čechov, la sua famiglia e gli ospiti dalla sua cuoca di lunga data Marija Dormidontovna Belenovskaja, mentre i domestici mangiavano in cucina. 
Nell'estate del 1894, Čechov aveva costruito un piccolo cottage per gli ospiti a due piani non lontano dalla casa, con una terrazza che si affacciava sul giardino. Il piano inferiore serviva come nuova sala di accoglienza medica, e il piano superiore come camera per gli ospiti e come stanza per scrivere lontano dal rumore della casa principale. Nel novembre del 1895 Čechov completò Il gabbiano in questa casa e nel 1896 vi finì Zio Vanja. Nel 1898, al suo ritorno da Nizza, in Francia, vi scrisse una trilogia di tre storie famose: L'uomo nell'astuccio, Dell'amore e L'uva spina . Nel maggio del 1899, dopo il successo del Gabbiano al Teatro d'arte di Mosca, invitò a fargli visita l'attrice protagonista dello spettacolo, Ol'ga Knipper, che rimase nel cottage degli ospiti per tre giorni a metà maggio 1899. Ol'ga Knipper avrebbe poi sposato Čechov nel maggio del 1901.
Man mano che la sua tubercolosi peggiorava, Čechov fu costretto ad abbandonare la sua proprietà e trasferirsi a sud, in una casa a Jalta. Vendette la casa di Melivhovo a un commerciante di legname il 18 agosto 1899 e vi trascorse l'ultimo giorno il 25 agosto 1899. 

## Le abitudini di scrittura di Čechov
"Sto scrivendo un'opera teatrale", scrisse Čechov al suo amico Suvorin da Melichovo nell'ottobre 1896, "che finirò non prima della fine di novembre. Non lo scrivo senza piacere, anche se sto violando tutte le convenzioni della drammaturgia. È una commedia, tre ruoli femminili, sei ruoli maschili, quattro atti, un paesaggio (una vista su un lago), molti discorsi sulla letteratura, poca azione e cinque pud d'amore". La commedia era Il gabbiano . 
Come scrittore, Čechov non sembrava avere un programma rigoroso. Quando aveva ospiti o era impegnato con la sua pratica medica scriveva pochissimo. Un ospite abituale di Melichovo, Ignatij Potapenko, ha osservato: "In quei giorni in cui ero a Melichovo, sembrava che avesse trascorso tutto il suo tempo con noi. Ma a volte durante conversazioni o concerti spariva per alcuni minuti. Sembra che andasse nel suo studio a scrivere alcune righe, qualunque cosa gli fosse venuta in mente. Ciò accadeva spesso nel corso di una giornata".

## Le attività di Čechov a Melichovo
Čechov era molto socievole a Melichovo, godendo della compagnia di scrittori, artisti, insegnanti, attori e gente comune. Gli piaceva ascoltare la musica suonata al pianoforte a casa sua dall'amica L. C. Mizonova. Gli piacevano i brani di Čajkovskij e le canzoni tzigane, e spesso cantava lui stesso, che aveva una buona voce di basso, la musica da chiesa che aveva imparato da giovane. La sera lui e i suoi ospiti si sedevano in salotto e giocavano a tombola. Il regista teatrale Vladimir Nemirovič-Dančenko ha ricordato: "Čechov adorava quando intorno a lui c'era conversazione e gioia. Aveva un bel giardino, con bellissimi vicoli dritti, proprio come ne Il Gabbiano".
Nel 1899 Melichovo divenne proprietà del barone Nikolaj Stuart, che la utilizzò come residenza estiva fino alla rivoluzione russa. Rimasero lì solo due pezzi del mobilio di Čechov, il suo pianoforte a coda e la sua scrivania. Dopo la rivoluzione il barone Stuart fu arrestato e fucilato dai bolscevichi.
La tenuta fu nazionalizzata dai bolscevichi nell'ottobre 1918 e dichiarata sito di importanza storica e culturale, ma poco fu fatto per proteggere la casa e la proprietà. Nel 1927 Melichovo divenne un sovchoz, fattoria collettiva statale, chiamata Čechov, e nuovi edifici agricoli, garage e silos di grano furono costruiti a pochi metri dalla casa dello scrittore. La casa principale fu completamente distrutta, con solo una targa che ne indicava la posizione. Il cottage in cui Čechov scrisse Il gabbiano era in rovina. Solo nel 1940 iniziò uno sforzo per proteggere e ripristinare la proprietà. Un museo è stato aperto nel gennaio 1941, ma è stato chiuso alcuni mesi dopo l'invasione tedesca dell'Unione Sovietica. Melichovo fu dichiarato monumento di stato nel giugno del 1944, mentre era in corso la seconda guerra mondiale, e i lavori iniziarono di nuovo per ripristinare gli edifici. Il nuovo museo fu aperto il 25 settembre 1944. Il cottage in rovina fu restaurato nel 1954. A partire dal 1957, la casa principale fu ricostruita da zero e completata nel 1960. Negli anni sessanta il vecchio sovchoz fu infine spostato in un'altra posizione e i suoi edifici furono demoliti. I giardini furono ripiantati con alberi da frutto e fiori come ai tempi di Čechov.
Oggi il museo Melichovo ricorda la tenuta com'era ai tempi di Čechov. La casa, il cottage per gli ospiti e la cucina sono stati restaurati o ricostruiti, insieme a uno stabilimento balneare, stalle e altri immobili. Nelle vicinanze è stata restaurata una delle scuole del villaggio costruite da Čechov, con una riproduzione di una delle cliniche del villaggio in cui Čechov avrebbe curato i pazienti. Anche la casa di campagna di uno dei vicini è stata restaurata e ora ospita la scuola di teatro internazionale Čechov. 

Durante l'estate le opere teatrali di Čechov sono presentati sotto il portico della casa principale, per un pubblico seduto in giardino. 

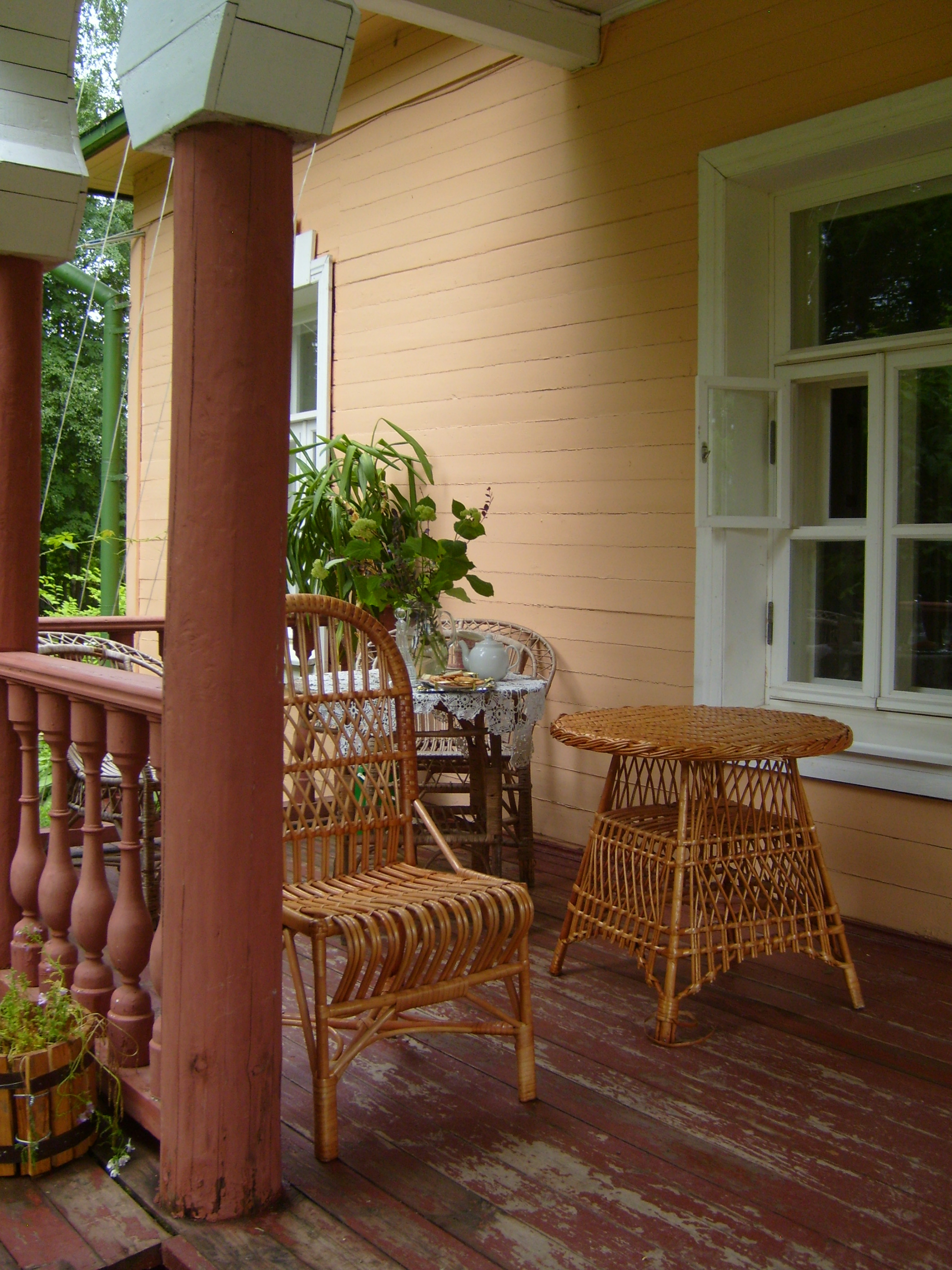
La veranda di Čechov a Melichovo
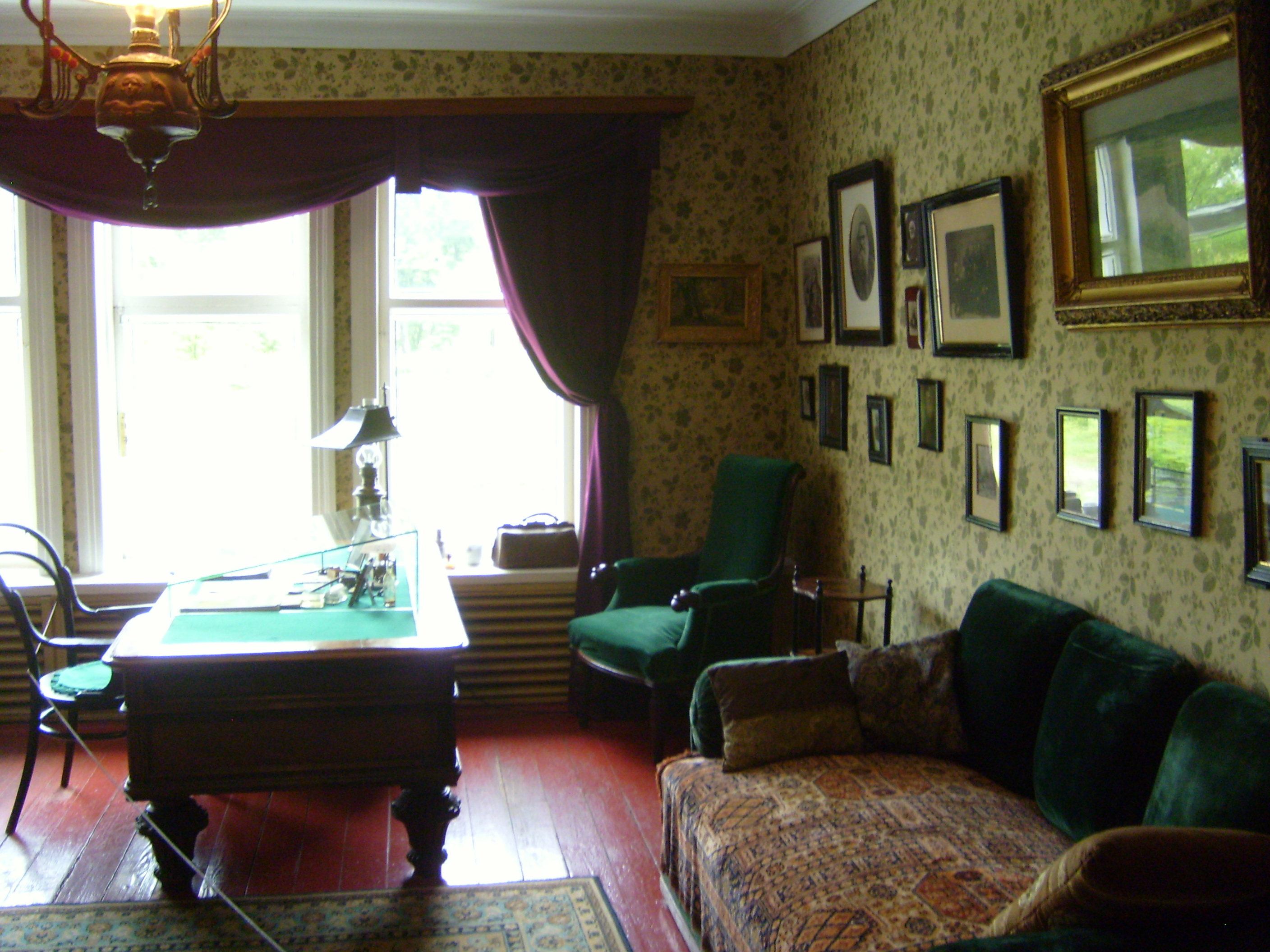
Lo studio di Čechov nella casa principale di Melichovo, dove scrisse e ricevette pazienti
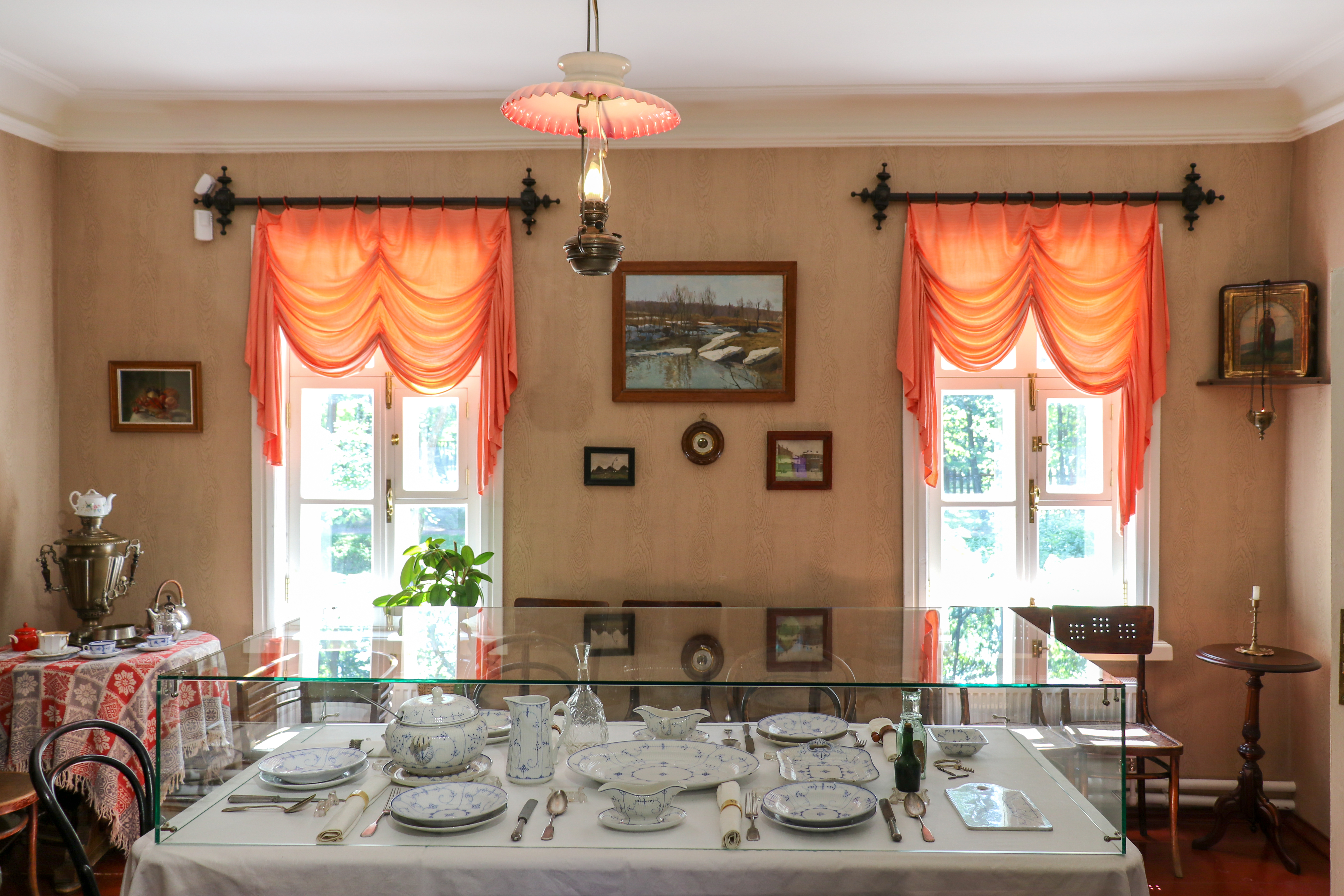
La sala da pranzo a Melichovo
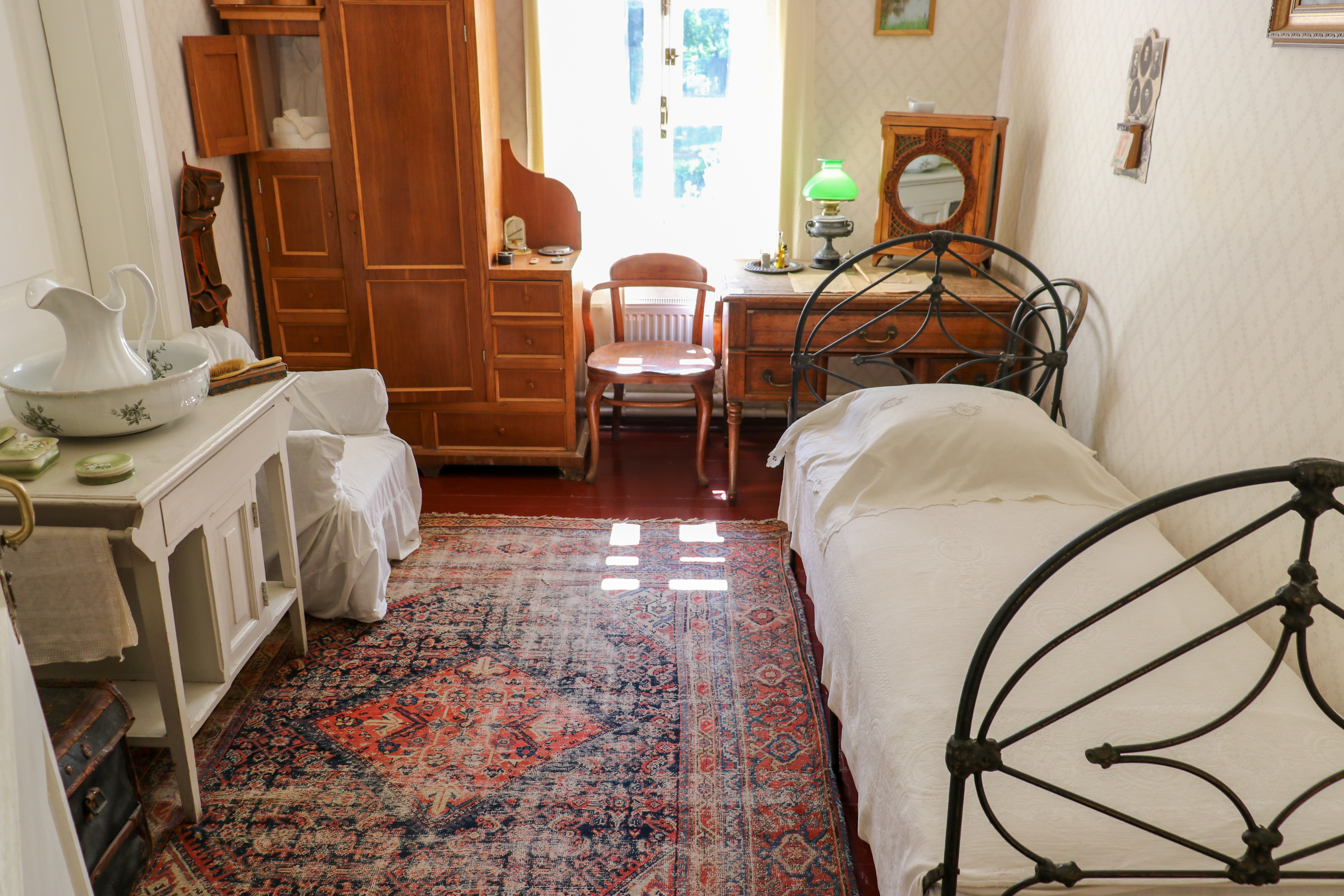
La camera da letto di Anton Čechov nella casa principale della tenuta Melichovo
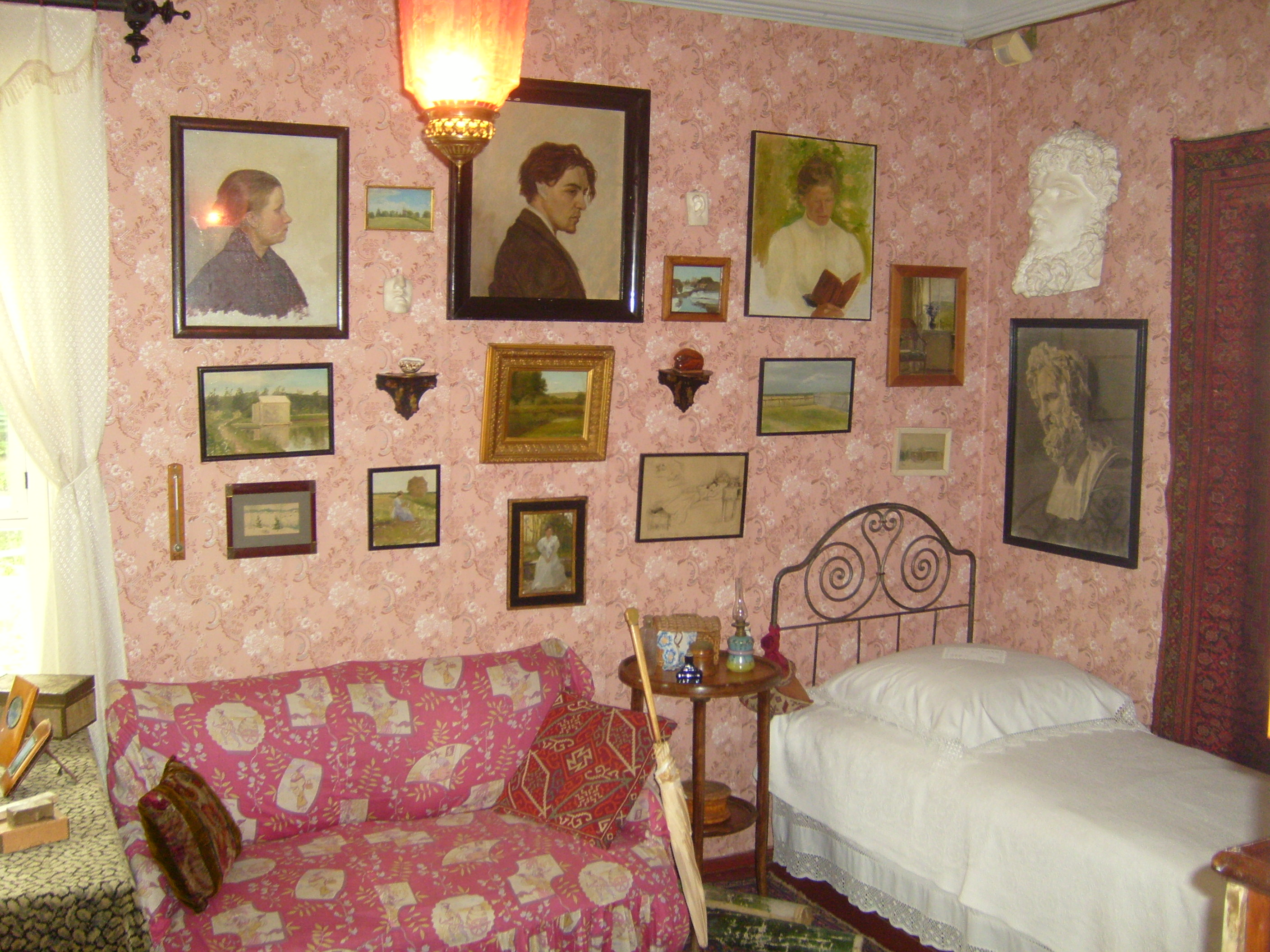
La stanza della sorella di Čechov, Marija Čechova
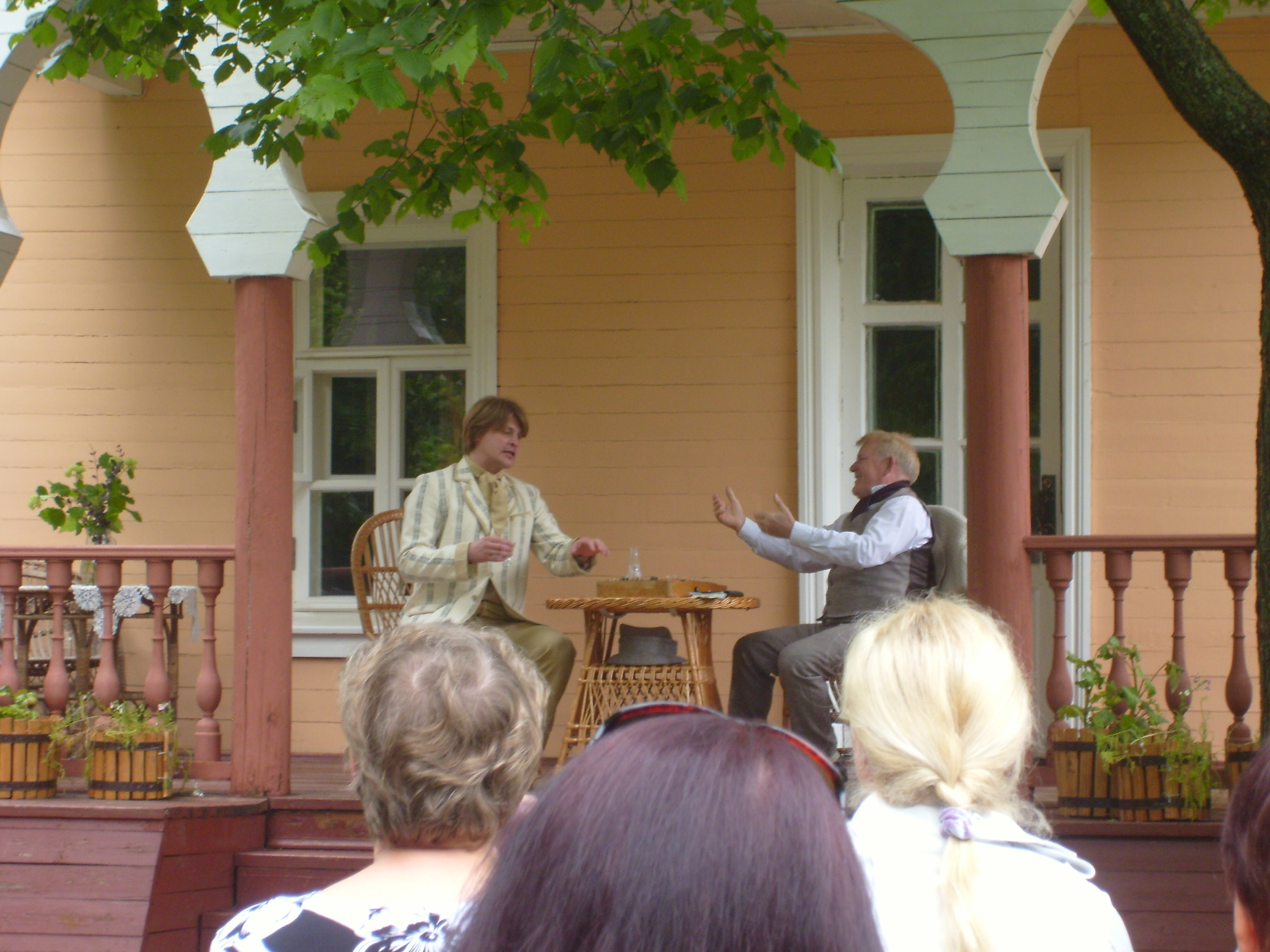
Gli attori recitano Čechov nella veranda della sua casa a Melichovo nel giugno 2011
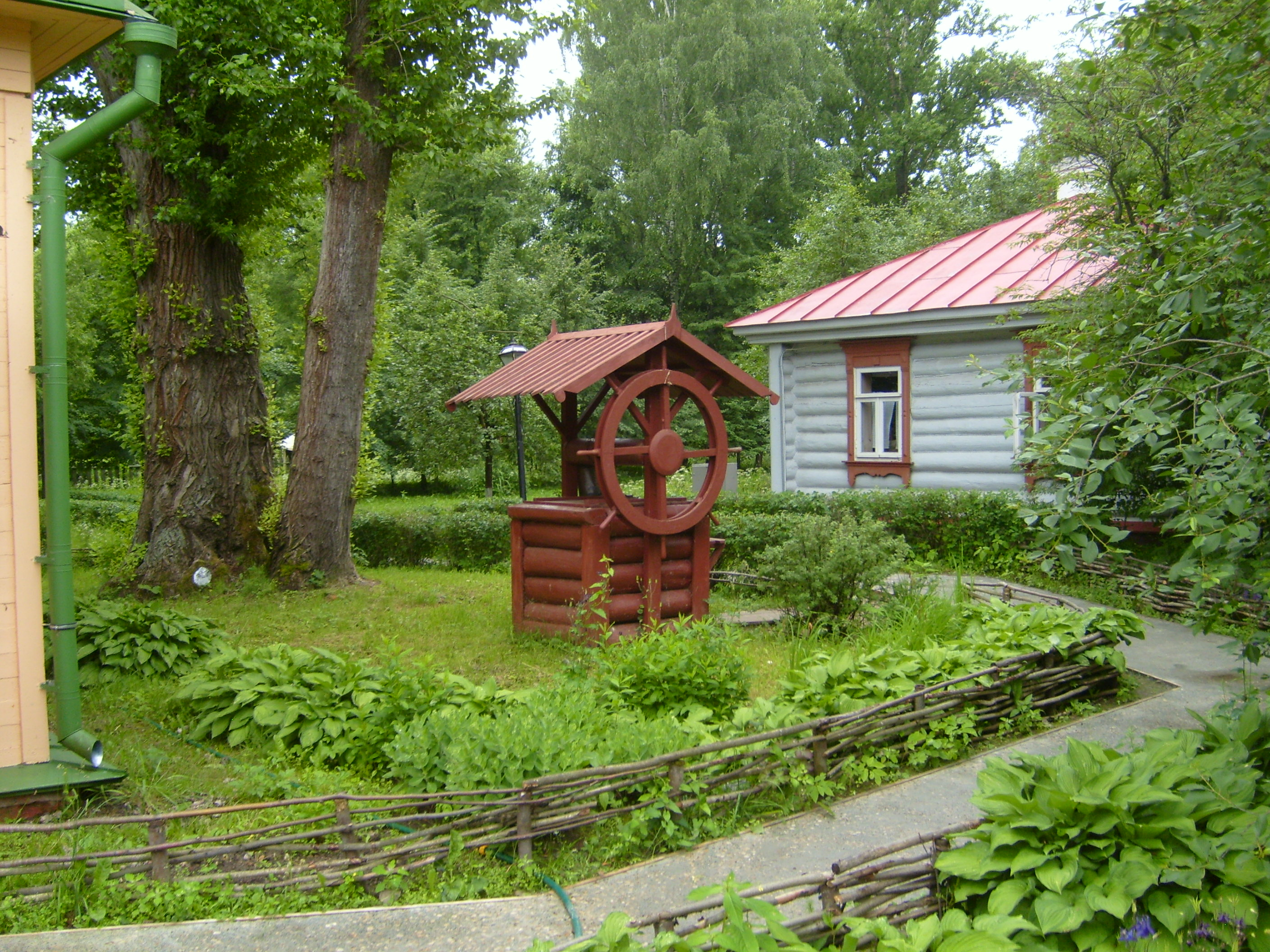
La cucina costruita da Čechov nel 1893
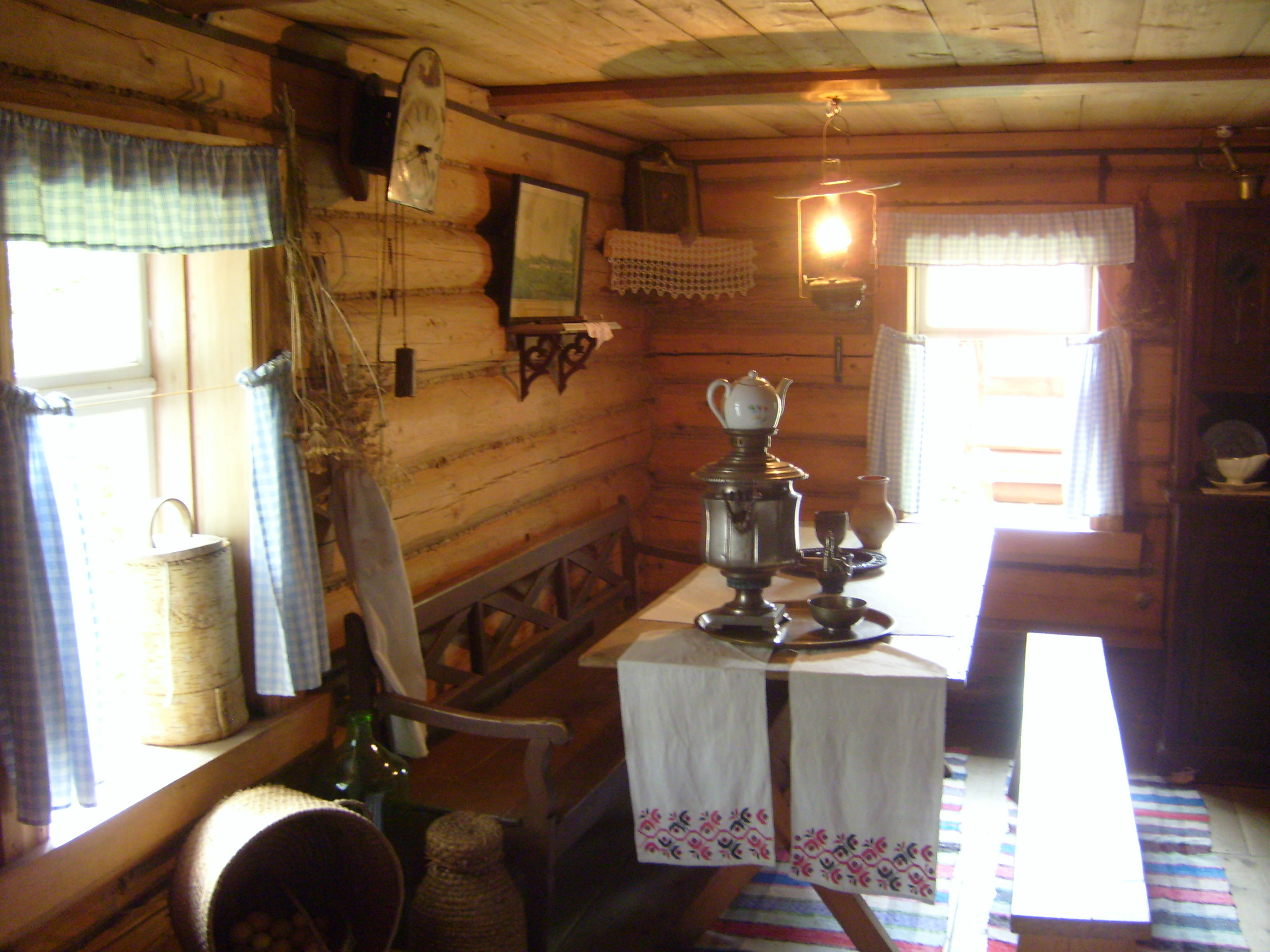
La cucina di Melichovo, dove venivano preparati i pasti e mangiava la servitù
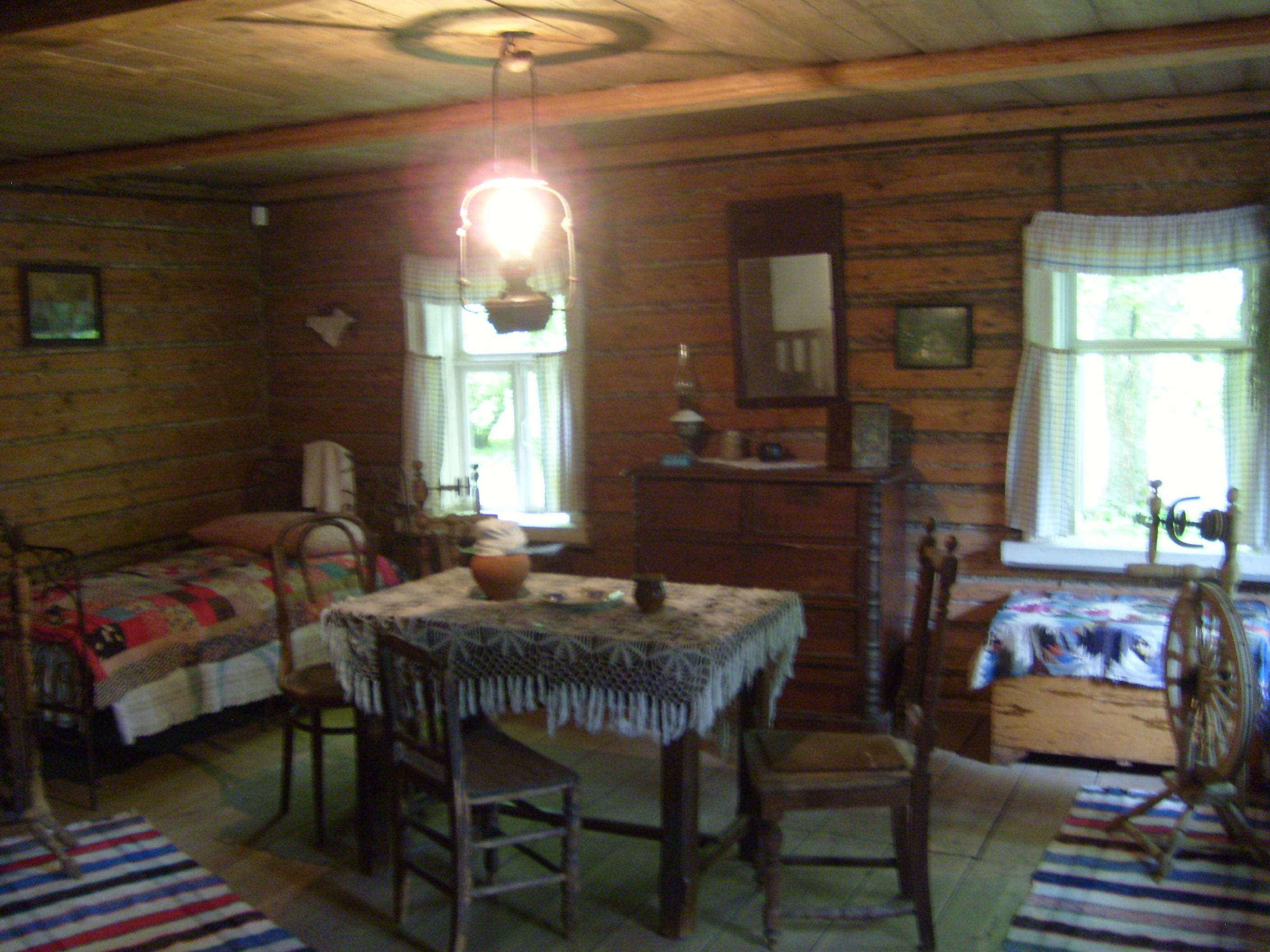
La stanza di un servitore a Melichovo
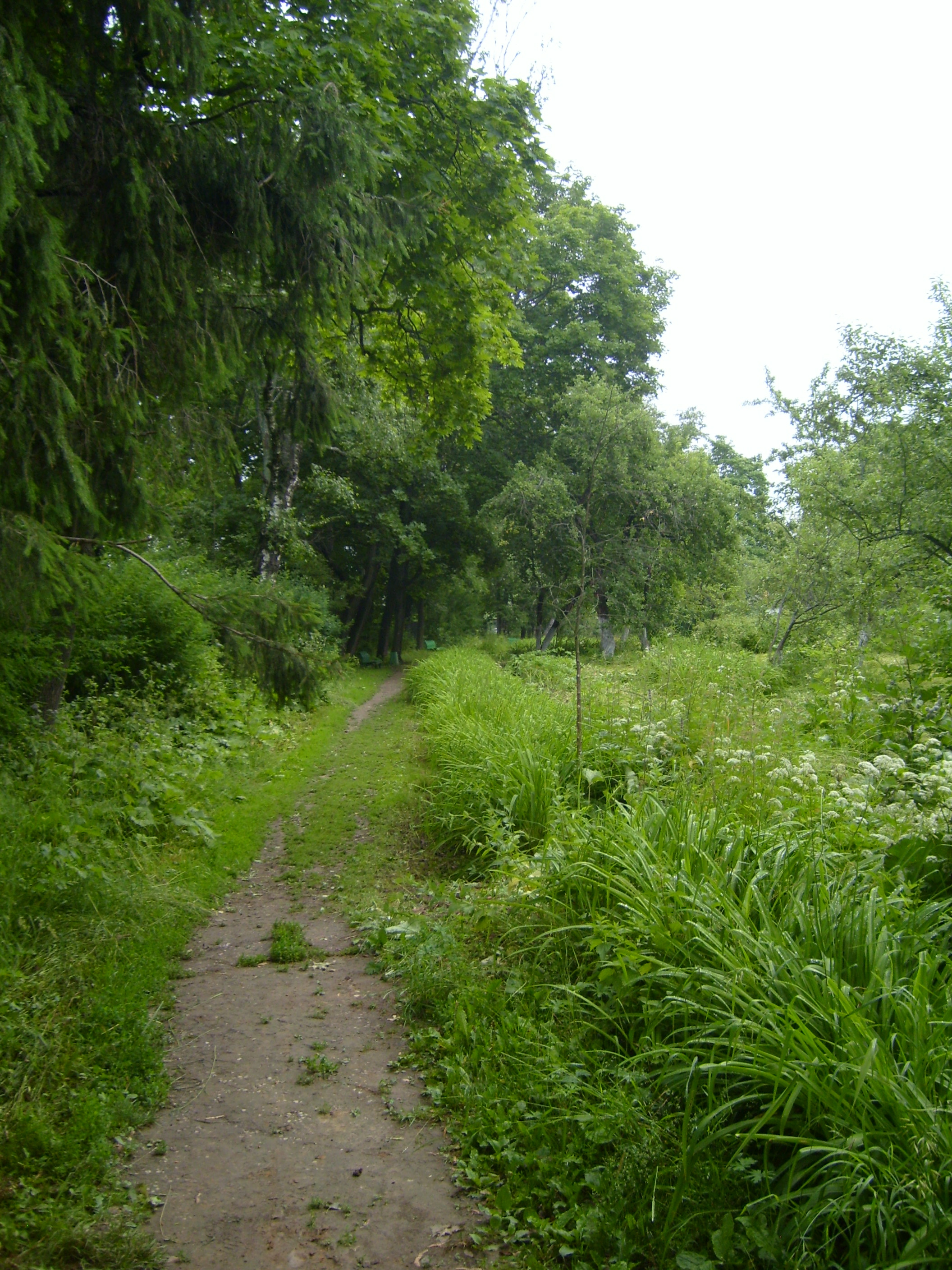
Il percorso attorno al giardino di Čechov